# 매슈가

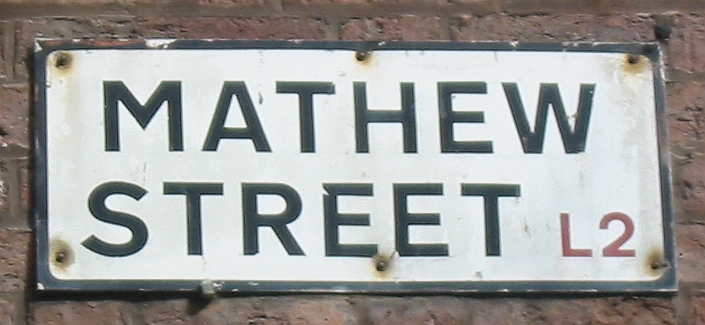
매슈 가

매슈 가(영어: Mathew Street)는 영국 리버풀에 위치한 거리이다. 비틀즈가 초기 활동했던 클럽인 캐번 클럽 등 비틀즈의 초기 활동 근거지였으며, 비틀즈 상점, 식당 등 많은 비틀즈에 대한 건축물들이 있다. 매년 여름 매슈 가 음악 축제가 열리는 거리이기도 하다.